# Liste der Mitglieder der American Academy of Arts and Sciences/1798
Im Jahr 1798 wählte die American Academy of Arts and Sciences 4 Personen zu ihren Mitgliedern.

## Neugewählte Mitglieder
- Thomas Barnard (1748–1814)
- Theophilus Bradbury (1739–1803)
- Mather Brown (1761–1831)
- Franz Xaver Zach (1754–1832)